# Лобода шведська
Лобода шведська, лобода зелена (Chenopodium suecicum Murr.) — вид рослин з роду лобода (Chenopodium) родини амарантових (Amaranthaceae).

## Загальна біоморфологічна характеристика

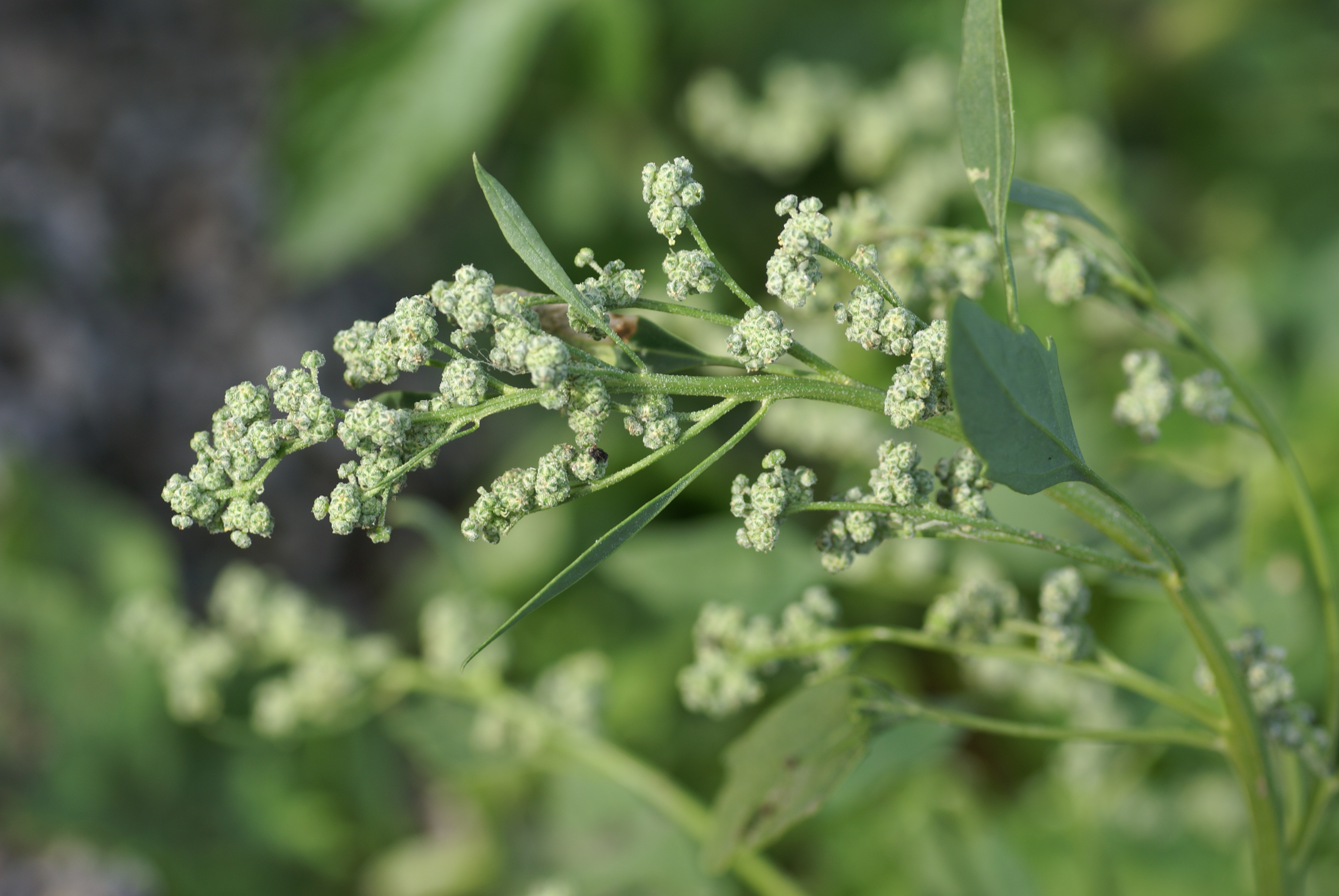
Лобода шведська в Уппсала, Швеція

Однорічна ярова рослина до 100 см заввишки. Корінь стрижневий, стебла прямостоячі, більш-менш гіллясті в нижній частині, зі світлими поздовжніми смужками, з борошнистим нальотом, згодом голі. Листки чергові, яскраво-або сизувато-зелені з обох сторін; молоді — борошнисті, від широкоовальних до трикутних, з ширококлиноподібною або округлою основою, часто слабо трилопатеві, по краю гострозубчаті. Квітки зібрані в невеликі, пухкі, колосоподібно-волотисті, більш-менш кінцеві суцвіття. Оцвітина 5-листкова, її листочки кілеваті з борошнистим нальотом; навколоплідник білуватий, щільно спаяний з сім'ям. Насіння чорне, близько 1 мм в діаметрі, з численними, порівняно неглибокими радіальними борозенками; між борозенками видно нерівномірно розвинені стільникові поглиблення округлої або довгастої форми; краї цих заглиблень закруглені, широкі, поступово падаючі. Цвіте і плодоносить в червні-вересні. Розмножується насінням. Насіння зберігає схожість при проходженні через травний тракт тварин. Життєздатність насіння зберігається до 10 років.
Число хромосом: 2n=18.

## Поширення
Скандинавія, Атлантична Європа, Середня Європа, Північна Америка, Західний і Східний Сибір, Далекий Схід.

## Екологія
Виростає в умовах достатнього зволоження. Не виносить затінення. Вид не вимогливий до типу ґрунту.

## Гібридизація
Гібриди лободи шведської відомі з лободою фіголистою (Chenopodium ficifolium).

## Господарське значення
Бур'ян в основному лісової і лісостепової зон, у степовій зоні зустрічається рідше, в напівпустелях і пустелях навіть на зрошуваних землях не зустрічається. Є важковикорінюваним бур'яном. Засмічує посіви, городи, сади, парки, лісосмуги; росте вздовж доріг, біля житла, по берегах водойм.
Захисні заходи: зяблева оранка, міжрядні обробки ґрунту.